# Emmotum fulvum
Emmotum fulvum är en tvåhjärtbladig växtart som beskrevs av Howard. Emmotum fulvum ingår i släktet Emmotum och familjen Icacinaceae. Inga underarter finns listade i Catalogue of Life.